# Ginés Román García
Ginés Román García (Elche, 25 de marzo de 1925 – Elche, 29 de enero de 2008) fue un sacerdote y compositor español, conocido por su dedicación al Misterio de Elche y su contribución a la música sacra.

## Primeros años y vocación
Nacido en el barrio del Raval de Elche el 25 de marzo de 1925, Ginés Román García mostró desde joven un gran interés por la música, convirtiéndose en un excelente organista. A los 16 años, descubrió su vocación sacerdotal e ingresó en el Seminario de Orihuela en 1941. Su formación musical fue a manos de los organistas de la Catedral de Orihuela, Adolfo Moreno y Santiago Casanova, así como de Eduardo Lázaro, director de la banda municipal, y de Vicente Alba Villar, sochantre beneficiado de la catedral.
En 1951, aún seminarista, fue nombrado maestro de capilla suplente del Misterio de Elche, iniciando así su larga relación con esta representación sacro-lírica. El 30 de marzo de 1952, Román García fue ordenado sacerdote, cantando su primera misa en la iglesia de San Juan del Raval, en la que se interpretó la misa Hoc est corpus meum de Perosi, que Román orquestó.
A lo largo de sus 56 años de sacerdocio, ejerció en diversas parroquias:
1. Nuestra Señora de Belén en Crevillente, donde fue coadjutor.
2. Basílica de Santa María en Elche.
3. Santa María de Villena.
4. Nuestra Señora del Carmen y Nuestra Señora de los Ángeles en Alicante.
5. Sagrado Corazón de Jesús en Elche, donde fue párroco durante dos décadas hasta su jubilación en 1996.

## Dedicación al Misterio de Elche
Su vínculo con el Misterio de Elche fue profundo y duradero. Ocupó el cargo de Mestre de Capella en tres ocasiones: 1959-1965, 1978 y 2001. Además, actuó en los papeles de Ángel Mayor del Araceli y Padre Eterno. Participó activamente en la segunda revisión de la partitura de la fiesta realizada por el compositor Óscar Esplá. En 1960, dirigió la grabación del primer disco del Misterio para la casa Hispavox, bajo los auspicios de la Unesco.

## Labor social y apostólica
A lo largo de su vida, Ginés Román desarrolló una intensa labor social y apostólica:
- Fundó un coro parroquial en Crevillente.
- Creó una escuela de aparadoras para mujeres en Villena.
- Estableció una guardería y un colegio para niños gitanos en Alicante.
- En Elche, abrió la parroquia del Sagrado Corazón de Jesús a las cofradías de Semana Santa.

Su dedicación se extendió a la atención de niños, adolescentes, jóvenes, novios, matrimonios y enfermos. Fue capellán de la Sociedad Venida de la Virgen hasta 1988 y pregonero de las fiestas de la Venida en 1983.

## Composiciones y legado musical
Como compositor, Ginés Román García se centró en la música sacra. Entre sus obras se encuentran motetes y gozos, compuestos en colaboración con Román Vicedo, así como una transcripción seleccionada de cantos populares.

## Reconocimientos
En 2002, la Capilla del Misterio le rindió homenaje en su concierto navideño, incluyendo dos villancicos de su autoría. Tras su fallecimiento, el 28 de marzo de 2015, el Ayuntamiento de Elche le dedicó un jardín junto a la iglesia del Sagrado Corazón de Jesús.